# Бендугу (Сьерра-Леоне)
Бендугу  (англ. Kabala) — город на востоке Сьерра-Леоне, на территории Северной провинции. Административный центр и крупнейший город округа Фалаба.

## История
Бендугу очень сельский город, а также резиденция вождества Монго. Бендугу расположен в непосредственной близости от границы с Гвинея и находится примерно в 137 км от Кабалы и в 483 км к востоку от Фритауна. Основным видом экономической деятельности в городе является сельское хозяйство.
В этническом составе населения преобладают представители народности куранко и диалонке. Большинство верующих — мусульмане с небольшим христианским меньшинством. Как и в большинстве частей Сьерра-Леоне наиболее распространенным языком в Бендугу является язык крио народности Креолы Сьерра-Леоне.